# Нижняя Водлица
Нижняя Водлица — деревня в Вытегорском районе Вологодской области.
Образована 6 июня 2001 года в результате объединения деревень Даниловская, Никитинская, Патракеевская и Перхинская.
Входит в состав Оштинского сельского поселения, с точки зрения административно-территориального деления — в Оштинский сельсовет.
Расположена на берегах реки Водлица, на трассе Р37. Расстояние по автодороге до районного центра Вытегры — 50 км, до центра муниципального образования села Ошта — 10 км. Ближайшие населённые пункты — Верхняя Водлица, Кедра.
По переписи 2002 года население — 44 человека (20 мужчин, 24 женщины). Всё население — русские.
В деревне расположена церковь св. Георгия — памятник архитектуры.